# Yamparáez
Yamparáez é uma província da Bolívia localizada no departamento de Chuquisaca, sua capital é a cidade de Tarabuco.